# Drentwede
Drentwede er en kommune i Landkreis Diepholz i amtet ("Samtgemeinde") Barnstorf, i den tyske delstat Niedersachsen. Drentwede ligger mellem Naturpark Dümmer og Naturpark Wildeshauser Geest cirka midtvejs mellem byerne Bremen og Osnabrück.